# Centistes planivalvis
Centistes planivalvis är en stekelart som beskrevs av Sergey A. Belokobylskij 1992. Centistes planivalvis ingår i släktet Centistes och familjen bracksteklar. Inga underarter finns listade.